# Voinescu, Hîncești
Voinescu este un sat din raionul Hîncești, Republica Moldova. Localitatea se află la 55 km de centrul raional, orașul Hîncești.

## Demografie

### Structura etnică
Componența etnică a satului Voinescu
     Români (Moldoveni) (91,05%)
     Ruși (0,37%)
     Nedeclarat (8,39%)
Conform recensământului populației din 2014  populația satului Voinescu este de 2.382 de locuitori.

## Administrație și politică
Componența Consiliului local Voinescu (11 consilieri), ales la 5 noiembrie 2023, este următoarea:
|  | Partid                               | Consilieri | Componență | Componență | Componență | Componență | Componență |
|  | ------------------------------------ | ---------- | ---------- | ---------- | ---------- | ---------- | ---------- |
|  | Partidul Social Democrat European    | 5          |            |            |            |            |            |
|  | Partidul Acțiune și Solidaritate     | 4          |            |            |            |            |            |
|  | Candidat independent LIDIA LUPANCIUC | 1          |            |            |            |            |            |
|  | Platforma Demnitate și Adevăr        | 1          |            |            |            |            |            |

## Economie și infrastructură
Zona este deservită de 10 magazine, o școală, două grădinițe, două biblioteci, un oficiu de telecomunicații și un stadion.